# جیووانی دال ایگنا
جیووانی دال ایگنا (انگلیسی: Giovanni Dall'Igna؛ زادهٔ ۱۶ اوت ۱۹۷۲) بازیکن فوتبال اهل ایتالیا است.
از باشگاه‌هایی که او در آن بازی کرده‌، می‌توان به باشگاه فوتبال اسپتزیا، باشگاه فوتبال کرمونزه، باشگاه فوتبال بولونیا، باشگاه فوتبال سمپدوریا، باشگاه فوتبال اسپال و باشگاه فوتبال وارزه اشاره کرد.